# Saison 22 des Griffin
 (mars 2025).
Si vous disposez d'ouvrages ou d'articles de référence ou si vous connaissez des sites web de qualité traitant du thème abordé ici, merci de compléter l'article en donnant les références utiles à sa vérifiabilité et en les liant à la section « Notes et références ».
Chronologie
Saison 21 Saison 23
La vingt -deuxième saison de la série d'animation Les Griffin (Family Guy) est diffusée entre le  1er octobre 2023  et le 17 avril  2024 sur le  réseau Fox aux États-Unis et sur Citytv au Canada. Elle comporte 15 épisodes.

## Épisodes
| No. série | No. saison | Titres (France et Québec)            | Titre original                     | Réalisation     | Scénario         | Date de diffusion (FOX) | Dates de diffusion MCM Télétoon | Code prod. | Audience |
| --- | ---------- | ------------------------------------ | ---------------------------------- | --------------- | ---------------- | ----------------------- | ------------------------------- | ---------- | -------- |
| 410 | 1          | La fécondation de Meg                | Fertilized Megg                    | Julius Wu       | Maggie Mull      | 1er octobre 2023        | —                               | NACX01     | 1.03     |
| Meg accepte d'être la mère porteuse de Bruce et Jeffrey qui attendent d'avoir une fille mais ils ne se présentent pas pour aller la rechercher et la laissent à ses bons soins. |            |                                      |                                    |                 |                  |                         |                                 |            |          |
| 411 | 2          | Le petit boulot de la discorde       | Supermarket Pete                   | Greg Colton     | Johanna Quraishi | 8 octobre 2023          | —                               | MACX18     | 0.86     |
| Peter apprend que la brasserie va fermer pour deux mois. Il tente de se trouver un emploi de substitution, mais le seul job qu'il parvient à décrocher est celui de commis dans un supermarché, ce qui agace Lois quand elle se rend compte qu'il s'agit de l'épicerie dans laquelle elle va faire ses courses et que cela ne semble pas le déranger. Pendant ce temps, Joe est vexé de voir que personne ne s'intéresse réellement à ses histoires et entreprend d'écrire le polar du siècle avec Brian. |            |                                      |                                    |                 |                  |                         |                                 |            |          |
| 412 | 3          | La moustache surgie du passé         | A Stache From the Past             | Jerry Langford  | Travis Bowe      | 15 octobre 2023         | —                               | MACX19     | 0.76     |
| Les Griffin visitent un marché aux puces. Peter est séduit par une publicité donnée par Tom Selleck et va même jusqu'à hypothéquer la maison familiale. Réalisant qu'il s'est bien fait avoir, Peter part à la recherche de Selleck avec le maire West. Entre temps, Brian et Stewie créent un stand sur le marché et décident d'affronter Bruce. |            |                                      |                                    |                 |                  |                         |                                 |            |          |
| 413 | 4          | Rencontre du troisième âge           | Old Worm Harm                      | Joe Vaux        | Evan Waite       | 22 octobre 2023         | —                               | MACX20     | 1.37     |
| Peter et Lois partent dans le condo de la mère de Joe, en Floride. Ils ne réalisent cependant pas que le comité d'accueil démontre une trop grande amabilité envers eux pour des raisons bien lugubres. À Quahog, Brian et Stewie s'aident mutuellement quand vient le temps pour eux de prendre une douche. |            |                                      |                                    |                 |                  |                         |                                 |            |          |
| 414 | 5          | Mon gars, ça caille à l'intérieur.   | Baby It's Cold Inside              | Joseph Lee      | Danny Smith      | 12 novembre 2023        | —                               | NACX02     | 1.20     |
| Peter et Lois célèbrent leur anniversaire de mariage, mais tout tourne à la catastrophe quand Peter délaisse Lois, sur le point de se faire attaquer par un requin. Stewie a trouvé un mini frigo et s'en sert pour mener la vie de château dans sa chambre. |            |                                      |                                    |                 |                  |                         |                                 |            |          |
| 415 | 6          | Le Stewie de Boston                  | Boston Stewie                      | Mike Kim        | Patrick Meinigan | 19 novembre 2023        | —                               | NACX03     | 0.98     |
| Stewie se découvre l'existence d'un demi-frère utérin qui vient de Boston et cherche à l'éduquer à tout prix afin qu'il trouve la famille parfaite. Chris et Meg se lancent dans un business viral où Chris doit s'asseoir sur des gâteaux. |            |                                      |                                    |                 |                  |                         |                                 |            |          |
| 416 | 7          | 100.000 dollars au soleil            | Snap(Ple) Decision                 | Brian Iles      | Travis Bowe      | 26 novembre 2023        | —                               | NACX04     | 0.88     |
| Quand Peter laisse tomber la famille pour se rendre à une compétition de graisse avec Chris, Meg et Lois doivent traîner ensemble, ce qui ennuie Meg, jusqu'à ce que sa mère remporte un concours. Brian et Stewie ont rendez-vous chez le thérapeute. |            |                                      |                                    |                 |                  |                         |                                 |            |          |
| 417 | 8          | La pâtisse rit, la pâtissière pleure | Baking Sad                         | John Holquist   | Damien Fahey     | 3 décembre 2023         | —                               | NACX05     | 1.26     |
| Meg se rend compte que ses larmes peuvent l'aider culinairement. Peter et ses amis se lancent dans un talk show. |            |                                      |                                    |                 |                  |                         |                                 |            |          |
| 418 | 9          | Le retour du roi de Queens           | The Return of The King (Of Queens) | Greg Colton     | Alex Carter      | 17 décembre 2023        | —                               | NACX07     | 1.44     |
| Lois vend la télévision familiale afin de payer des cadeaux de Noël, mais Kevin James, qui n'avait plus que Peter pour le suivre télévisuellement, se retrouve sans travail. |            |                                      |                                    |                 |                  |                         |                                 |            |          |
| 419 | 10         | Le châlet de la pression             | Cabin Pressure                     | Jerry Langford  | Matt McElaney    | 6 mars 2024             | —                               | NACX09     |          |
| Les Griffin emmènent leurs amis dans le Maine après que Peter a gagné un prix d'entreprise, mais la situation tourne au vinaigre. |            |                                      |                                    |                 |                  |                         |                                 |            |          |
| 420 | 11         | Le gros chouchou de la prof          | Teacher's Heavy Pet                | Steve Robertson | Chris Reagan     | 13 mars 2024            | —                               | NACX06     |          |
| Chris rejoint le groupe des élèves cools du lycée quand Lois est nommée professeur suppléante. |            |                                      |                                    |                 |                  |                         |                                 |            |          |
| 421 | 12         | L'emploi de mes rêves                | Take This Job and Love It          | Joe Vaux        | Steve Callaghan  | 20 mars 2024            | —                               | NACX08     |          |
| Peter et ses amis rêvent à quoi leurs métiers idéaux pourraient ressembler. |            |                                      |                                    |                 |                  |                         |                                 |            |          |
| 422 | 13         | Meg la maître nageuse                | Lifeguard Meg                      | Julius Wu       | Patrick Meighan  | 27 mars 2024            | —                               | NACX10     |          |
| Brian et Stewie se lancent dans la gestion d'un café, à leurs risques et périls. De son côté, Meg devient maître nageuse. |            |                                      |                                    |                 |                  |                         |                                 |            |          |
| 423 | 14         | Le gros acteur                       | Fat Actor                          | Joseph Lee      | Mark Hentemann   | 10 avril 2024           | —                               | NACX11     |          |
| Peter remplace Brad Pitt dans un film où le personnage principal est en surpoids. |            |                                      |                                    |                 |                  |                         |                                 |            |          |
| 424 | 15         | Á bas la foi                         | Faith No More                      | Mike Kim        | Alex Carter      | 17 avril 2024           | —                               | NACX12     |          |
| Brian tombe amoureux et décide de supprimer la religion. |            |                                      |                                    |                 |                  |                         |                                 |            |          |